# Faisà de Swinhoe
El faisà de Swinhoe (Lophura swinhoii) és una espècie d'ocell de la família dels fasiànids (Phasianidae) que habita boscos als turons de Taiwan.